# Lophostoma aequatorialis
Lophostoma aequatorialis (Baker & Fonseca & Parish & Phillips & Hoffmann, 2004) è un pipistrello della famiglia dei Fillostomidi endemico dell'Ecuador.

## Descrizione

### Dimensioni
Pipistrello di medie dimensioni, con la lunghezza della testa e del corpo tra 70 e 77 mm, la lunghezza dell'avambraccio tra 52 e 56 mm, la lunghezza della coda tra 16 e 22 mm, la lunghezza del piede tra 14 e 18 mm, la lunghezza delle orecchie tra 31 e 35 mm e un peso fino a 30 g.

### Aspetto
La pelliccia è lunga e soffice. Le parti dorsali sono bruno-grigiastre, con la punta dei peli più chiara, mentre le parti ventrali sono bruno-olivastro chiare cosparse di peli con la punta bianca. Il muso è privo di peli, la foglia nasale è lanceolata, con la porzione anteriore completamente fusa al labbro superiore. Sul mento è presente un solco mediano contornato da file di piccole verruche. Le orecchie sono grandi, arrotondate e unite anteriormente alla base da una membrana. Le membrane alari sono corte, larghe e bruno-grigiastre. La coda è corta ed inclusa completamente nell'ampio uropatagio. Il calcar è più lungo del piede. Il cariotipo è 2n=34 FNa=62.

## Biologia

### Alimentazione
Si nutre principalmente di insetti e talvolta di frutta e polline nelle stagioni secche.

### Riproduzione
Una femmina che allattava è stata catturata nel mese di gennaio.

## Distribuzione e habitat
Questa specie è conosciuta soltanto lungo le coste nord-occidentali dell'Ecuador. Probabilmente è presente anche nelle zone adiacenti della Colombia sud-occidentale.
Vive nelle foreste sempreverdi e secche.

## Conservazione
La IUCN Red List, considerato che questa specie è stata scoperta solo recentemente e ci sono ancora poche informazioni circa il suo areale, lo stato della popolazione e i requisiti ecologici, classifica L.aequatorialis come specie con dati insufficienti (DD).